# جوي فينك
جوي فينك (بالإنجليزية: Joey Fink)‏ (31 يوليو 1951 في الولايات المتحدة - ) هو لاعب كرة قدم أمريكي في مركز الهجوم. شارك مع منتخب الولايات المتحدة لكرة القدم. أما مع النوادي، فقد لعب مع نيويورك كوسموس ونيويورك أبولو ‏ وتامبا باي راوديز وCarolina Lightnin' ‏ وكاليفورنيا صنشاين ‏ وبالتيمور بلاست ‏ وكليفلاند كوبراز ‏ وPhiladelphia Fever (MISL) ‏.

## وصلات خارجية
- جوي فينك على موقع قاعدة بيانات كرة القدم.إي يو (الإنجليزية)
- جوي فينك على موقع ناشيونال فوتبول تيمز (الإنجليزية)
- جوي فينك على موقع عالم كرة القدم.نت (الإنجليزية)